# Antoni Lanckoroński
Antoni Maria Kazimierz hr. Lanckoroński z Brzezia herbu Zadora (ur. 8 sierpnia 1893 w Wiedniu, zm. 8 lutego 1965 tamże) – polski ziemianin, działacz społeczny.

## Życiorys
Antoni Lanckoroński pochodził z rodu arystokratycznego herbu Zadora. Urodził się 8 sierpnia 1893 jako syn Karola Lanckorońskiego (1848-1933) i Franciszki Attems-Gilleis (1861-1893), która zmarła tuż po jego urodzeniu. Był przyrodnim bratem Karoliny Lanckorońskiej (1898-2002).
Został absolwentem Schottengymnasium w Wiedniu, a w 1913 rozpoczął studia uniwersyteckie na Wydziale Prawa. Do 1939 był właścicielem rodowego pałacu w Rozdole. Był ostatnim dziedzicem Wodzisławia. Pod koniec lat 30. XX w. był zastępcą członka zarządu Towarzystwa Wyższej Szkole Dziennikarskiej w Warszawie.
Podczas II wojny światowej działał w Międzynarodowym Czerwonym Krzyżu. Wspólnie z siostrami Karoliną i Adelajdą stworzył Fundusz imienia Karola Lanckorońskiego (ich ojca). Zmarł 8 lutego 1965 w Wiedniu. Był bezdzietny, a tym samym ostatnim przedstawicielem rodu Lanckorońskich.